# DEAC Gladiators 2020
Questa voce raccoglie le informazioni riguardanti i DEAC Gladiators nelle competizioni ufficiali della stagione 2020.

## Divízió I 2020

### Stagione regolare
| 20 settembre 2020 2ª giornata | Budapest Wolves 2 | 22 – 14 | DEAC Gladiators |  |

| 10 ottobre 2020 4ª giornata | DEAC Gladiators | 53 – 14 | Dunaújváros Gorillaz |  |

| 8 novembre 2020 Recupero 6ª giornata | DEAC Gladiators | 7 – 28 | Miskolc Steelers |  |

### Playoff
| 15 novembre 2020 Semifinale | Győr Sharks | - – - (incontro non disputato) | DEAC Gladiators |  |

## Statistiche di squadra
| Competizione      | %Vittorie | In casa | In casa | In casa | In casa | In casa | In casa | In trasferta | In trasferta | In trasferta | In trasferta | In trasferta | In trasferta | Totale | Totale | Totale | Totale | Totale | Totale |
| Competizione      | %Vittorie | G       | V       | N       | P       | Pf      | Ps      | G            | V            | N            | P            | Pf           | Ps           | G      | V      | N      | P      | Pf     | Ps     |
| ----------------- | --------- | ------- | ------- | ------- | ------- | ------- | ------- | ------------ | ------------ | ------------ | ------------ | ------------ | ------------ | ------ | ------ | ------ | ------ | ------ | ------ |
| Stagione regolare | .333      | 2       | 1       | 0       | 1       | 60      | 42      | 1            | 0            | 0            | 1            | 14           | 22           | 3      | 1      | 0      | 2      | 74     | 64     |
| Totale            | .333      | 2       | 1       | 0       | 1       | 60      | 42      | 1            | 0            | 0            | 1            | 14           | 22           | 3      | 1      | 0      | 2      | 74     | 64     |